# Antepione thisoaria
Antepione thisoaria is een vlinder uit de familie van de spanners (Geometridae). De wetenschappelijke naam van de soort is voor het eerst geldig gepubliceerd in 1858 door Guenée.
Als waardplanten gebruikt de soort planten uit de families Aceraceae, Anacardiaceae, Betulaceae, Ebenaceae en Rosaceae.
De soort komt voor van Canada tot Costa Rica.